# L'Amour en trop
Pour plus de détails, voir Fiche technique et Distribution.
L'Amour en trop (Rich in Love) est un film américain réalisé par Bruce Beresford, sorti en 1992.

## Synopsis
La famille Odom habite à Mount Pleasant (Caroline du Sud). Alors que Lucille Odom est en dernière année au lycée, sa mère, Helen, coupe les ponts.

## Fiche technique
- Titre : L'Amour en trop
- Titre original : Rich in Love
- Réalisation : Bruce Beresford
- Scénario : Alfred Uhry d'après le roman de Josephine Humphreys
- Musique : Georges Delerue
- Photographie : Peter James
- Montage : Mark Warner
- Production : Lili Fini Zanuck et Richard D. Zanuck
- Société de production : Metro-Goldwyn-Mayer, The Zanuck Company et MGM-Pathé Communications
- Société de distribution : Metro-Goldwyn-Mayer (États-Unis)
- Pays de production :  États-Unis
- Genre : Drame
- Durée : 105 minutes
- Dates de sortie : 
  - France : 29 octobre 1992
  - États-Unis : 5 mars 1993

## Distribution
- Albert Finney : Warren Odom
- Jill Clayburgh : Helen Odom
- Kathryn Erbe : Lucille Odom
- Kyle MacLachlan : Billy McQueen
- Piper Laurie : Vera Delmage
- Ethan Hawke : Wayne Frobiness
- Suzy Amis : Rae Odom
- Alfre Woodard : Rhody Poole
- Leon Pridgen : Tick
- Dave Hager : Parnell Meade
- Ramona Ward : Sharon
- Wayne Dehart : Sam Poole

## Accueil
Le critique Roger Ebert a donné au film la note de 3 étoiles sur 4 dans le Chicago Sun-Times.